# Sudamericano de Rugby M21
El Sudamericano de Rugby M21 fue un torneo del deporte que lo organizaba la Confederación Sudamericana de Rugby para selecciones nacionales formadas por jugadores menores de 21 años.
Su primera edición se llevó a cabo en 1998 en Asunción, Paraguay con 6 selecciones, y se siguió jugando anualmente solo con 4 hasta el 2007, oportunidad en que lo organizó la Unión de Rugby de Misiones en Posadas, Argentina. Las selecciones de Argentina, Chile y Uruguay participaron en todos los años mientras que Paraguay se presentó en 9 oportunidades, Perú en 2 y Brasil 1 vez.

## Hegemonía argentina
En este sudamericano la selección argentina (Pumitas M21) no tuvo rival ya que obtuvo las 10 ediciones del torneo en forma invicta. Además, fue en este campeonato que se registró las dos mayores goleadas históricas de una selección de rugby de ese país, el 204 - 3 frente a Brasil en 1998 y el 198 - 0 frente a Perú en 1999 Los segundos puestos estuvieron disputados por chilenos y uruguayos.

## Campeonatos
| Edición | Año  | Sede         | Campeón   | 2º puesto | 3º puesto | 4º puesto | 5º puesto | 6º puesto |
| ------- | ---- | ------------ | --------- | --------- | --------- | --------- | --------- | --------- |
| I       | 1998 | Asunción     | Argentina | Chile     | Uruguay   | Paraguay  | Brasil    | Perú      |
| II      | 1999 | Santiago     | Argentina | Chile     | Uruguay   | Perú      |           |           |
| III     | 2000 | Montevideo   | Argentina | Uruguay   | Chile     | Paraguay  |           |           |
| IV      | 2001 | Asunción     | Argentina | Chile     | Uruguay   | Paraguay  |           |           |
| V       | 2002 | Buenos Aires | Argentina | Uruguay   | Chile     | Paraguay  |           |           |
| VI      | 2003 | Santiago     | Argentina | Uruguay   | Chile     | Paraguay  |           |           |
| VII     | 2004 | Buenos Aires | Argentina | Uruguay   | Chile     | Paraguay  |           |           |
| VIII    | 2005 | Encarnación  | Argentina | Uruguay   | Chile     | Paraguay  |           |           |
| IX      | 2006 | Santiago     | Argentina | Chile     | Uruguay   | Paraguay  |           |           |
| X       | 2007 | Posadas      | Argentina | Uruguay   | Chile     | Paraguay  |           |           |

## Posiciones
Número de veces que las selecciones ocuparon cada posición en todas las ediciones.
| Equipo    | Campeón | 2º puesto | 3º puesto | 4º puesto | 5º puesto | 6º puesto |
| --------- | ------- | --------- | --------- | --------- | --------- | --------- |
| Argentina | 10      |           |           |           |           |           |
| Uruguay   |         | 6         | 4         |           |           |           |
| Chile     |         | 4         | 6         |           |           |           |
| Paraguay  |         |           |           | 9         |           |           |
| Perú      |         |           |           | 1         |           | 1         |
| Brasil    |         |           |           |           | 1         |           |